# ゴラニ語
ゴラニ語（ゴラニご、波: گۆرانی）はイラン語群に属する言語である。話者はイランのクルディスタン南部およびイラクのクルディスタン地域に居住するクルド人の人々である。ゴラニはクルド系民族のゴラン人（グラン人）が由来である。グラニ語、ゴラン語、グラン語とも呼ぶ。

## 言語名別称
- ゴラン語
- ゴラニ語
- グラン語
- グラニ語
- ゴラニ
- ゴラニー
- ゴラニー語
- グラニ
- グラニー
- グラニー語
- ハウラーマーン語
- ハウラミ語
- ハウラミ
- ハウラミー
- ハウラミー語
- Gurani
- Avromani
- Awroman
- Awromani
- Gorani
- Hawramani
- Hawrami
- Hewrami
- Hourami
- Howrami
- Ourami

## 方言
- Bewyani
- Gawrajuyi
- Gurani (Gorani)
- Hawraman i Luhon
- Hawraman i Taxt
- Kandula
- Zardayana